# Кирн
Кирн (нем. Kirn) — город в Германии, в земле Рейнланд-Пфальц. 
Входит в состав района Бад-Кройцнах.  Население составляет 8273 человека (на 31 декабря 2010 года). Занимает площадь 16,53 км². Официальный код  —  07 1 33 052.

## Персоналии
- Бильзе, Фриц Освальд — писатель.